# Дмитро Святославич (князь Новгород-Сіверський)
Дмитро Святославич — удільний князь Новгород-Сіверський, що правив у XIII століття. Син Новгород-Сіверського князя Святослава Давидовича, згаданий на позиції 63 Любецького синодика.
Іноді вважається сином Мстислава Давидовича, князя Стародубського та князя Новгород-Сіверського, старшого сина князя Давида Ольговича. Але оскільки у Введенському синодику є уточнення «Дмитра Святославля» то був найімовірніше сином князя Святослава Давидовича.
Був останнім відомим Новгород-Сіверським князем із Ярославичів перед захопленням Сіверщини князем Ольгердом у 1356 році.
Дружину Дмитра звали Марія, походження невідоме. Історики вважають сином Дмитра князя Переяславського Івана Дмитровича, брата згаданого у битві на Ірпені князя Олега Переяславського. Появу цих князів у Великому князівстві Київському на початку XIV століття пов'язують із вокняженням у Києві представників князівської гілки Ольговичів.